# Genea klotzschii
Genea klotzschii är en svampart som beskrevs av Berk. & Broome 1846. Genea klotzschii ingår i släktet Genea och familjen Pyronemataceae.   Inga underarter finns listade i Catalogue of Life.